# Saint-Étienne-des-Oullières
Saint-Étienne-des-Oullières település Franciaországban, Rhône megyében. Lakosainak száma 2236 fő (2022. január 1.). Saint-Étienne-des-Oullières Odenas, Blacé, Charentay, Le Perréon, Salles-Arbuissonnas-en-Beaujolais, Saint-Étienne-la-Varenne és Saint-Georges-de-Reneins községekkel határos.

## Népesség
A település népessége az elmúlt években az alábbi módon változott:
| Lakosok száma | 2019 | 2175 | 2229 | 2207 | 2209 | 2210 | 2212 | 2206 | 2236 |
|               | 2013 | 2015 | 2016 | 2017 | 2018 | 2019 | 2020 | 2021 | 2022 |